# Suore degli Angeli (Napoli)
Le suore degli Angeli, o adoratrici della Santissima Trinità, sono un istituto religioso femminile di diritto pontificio: le suore di questa congregazione pospongono al loro nome la sigla S.d.A.

## Storia
La congregazione venne fondata a Casolla, frazione del comune di Caserta, il 28 giugno 1891 da madre Maria Serafina del Sacro Cuore, al secolo Clotilde Micheli (1848-1911),  per l'educazione dei giovani e l'assistenza agli ammalati.
Nel 1893 le suore assunsero la direzione dell'orfanotrofio "Lucarelli" di Santa Maria Capua Vetere e in seguito aprirono un asilo e una scuola professionale presso il convento del Carmine di Faicchio, dove nel 1902 venne stabilito il noviziato.
Le suore degli Angeli ricevettero il pontificio decreto di lode il 7 marzo 1928 e l'approvazione definitiva della Santa Sede il 16 giugno 1936.

## Attività e diffusione
Le suore si dedicano all'istruzione e all'educazione dell'infanzia e della gioventù e all'assistenza agli ammalati.
Oltre che in Italia, le suore sono presenti in Benin, Brasile, Filippine, Indonesia; la sede generalizia è a Napoli.
Alla fine del 2008 la congregazione contava 314 religiose in 46 case.